# Aphroceras corticata
Aphroceras corticata és una espècie d'esponja calcària, marina i amb espícules formades per carbonat de calci. L'esponja pertany al gènere Aphroceras i a la família Grantiidae. El nom científic de l'espècie va ser publicat per primera vegada el 1891 per Robert J. Lendlmayer von Lendenfeld.